# Крестьянское восстание Матия Губеца
Крестьянское восстание Матия Губеца — восстание крестьян в 1573 году на части хорватских и словенских земель против местных феодалов под руководством хорватского крестьянина Матии Губеца (Matija Gubec). Причиной восстания явилось усиление феодальной эксплуатации. Восстание продолжалось 12 дней, было кроваво подавлено. В Хорватии известно как Seljačka buna (Крестьянская война).

## Предпосылки
В конце XVI века Габсбургская монархия, в состав которой входила тогда Хорватия, была вынуждена существенно увеличить военные расходы в связи с противостоянием туркам на Балканах, что привело к увеличению налогов, барщины и общему усилению гнёта крестьянства. Это, в свою очередь, привело к распространению среди хорватских и словенских крестьян массового недовольства и бунтарских настроений. Непосредственным поводом к началу восстания послужили зверства, чинимые в отношении крестьян бароном Франьо Тахи в своих владениях в Хорватском Загорье.

## Ход восстания
Восстание вспыхнуло 28 января 1573 года. Центром восстания стал район Доньи-Стубицы и Горни-Стубицы, однако в первые же дни оно распространилось на всё Загорье, а также Штирию и Крайну. Лидерами мятежа стали Матия Губец и Илья Грегорич, последний с двухтысячным отрядом выступил в словенские земли с целью поддержать восставших Крайны. Восставшими были выдвинуты политические требования, включающие ослабление или отмену феодальных повинностей и поборов, расширение крестьянского самоуправления. В ходе движения некоторые из его лидеров выдвигали идею создания крестьянского государства, которое должно было бы собственными силами защищать страну от турок.
В первые дни восставшие добились значительных успехов, взяв под контроль большие территории в северных хорватских и южных словенских землях, а также захватив ряд ключевых крепостей и замков. Хорватские феодалы, убедившись в невозможности справиться с крестьянскими отрядами собственными силами, обратились за помощью к императору, который выслал против мятежников регулярные войска.
5 февраля имперская армия под командованием капитана Турна разбила отряд Ильи Грегорича под Брежице. На следующий день ещё один крестьянский отряд был приведён к покорности около Самобора. Решающее сражение состоялось 9 февраля на Штубичском поле. 10-тысячная армия Матия Губеца сражалась отчаянно, однако после кровопролитного четырёхчасового боя была разбита. Губец попал в плен, после многочисленных пыток был четвертован 15 февраля в Градеце. В боевых действиях погибло свыше 3000 крестьян, многие из числа взятых в плен были казнены после поражения восстания.

## Память
К теме крестьянского восстания 1573 года обращались многие писатели и поэты. Один из самых известных романов знаменитого хорватского писателя Августа Шеноа называется «Крестьянское восстание» (Seljačka buna). В 1975 году по этому роману был поставлен югославский фильм «Anno Domini 1573». Также восстанию Губеца посвящены произведения хорватского писателя Мирослава Крлежи, словенского поэта Антона Ашкерца и других. Известный хорватский художник Отон Ивекович стал автором картины «Казнь Матия Губеца». Восстанию Губеца посвящены экспозиции двух музеев — в хорватской Горне-Стубице и словенском Кршко.